# Andrée Rosenfeld
Pour les articles homonymes, voir Rosenfeld.
Andrée Jeanne Rosenfeld (1934-2008) est une archéologue belge spécialisée dans l’art rupestre.

## Biographie

### Famille et formation
Elle naît en 1934 à Liège, en Belgique, des physiciens Yvonne et Léon Rosenfeld. Après la Deuxième Guerre mondiale, la famille déménage à Manchester.
Andrée Rosenfeld étudie la physique et la spéléologie à l’Université de Bristol, puis elle obtient une maîtrise en sciences et un doctorat en 1960 à l’Institut d’archéologie, avec une thèse sur la sédimentologie des grottes de sites dans le Devon dirigée par Frederick Zeuner. Au cours de ses recherches de troisième cycle, elle fouille les sites des grottes paléolithiques du Devon Torbryan et Three Holes Cave.

### Carrière
Après avoir terminé ses recherches de doctorat, elle travaille à l’Institut d’archéologie en tant qu’assistante de recherche de Frederick Zeuner. Son premier livre, The Inorganic Raw Materials of Antiquity, s’appuie sur les compétences techniques acquises à cette époque. Elle a été nommée conservatrice des collections paléolithiques au British Museum en 1964, où elle a travaillé jusqu’en 1972. Elle a également été invitée à donner des conférences au département d’anthropologie de l’UCL. Durant les années 1960, elle travaille à Arcy-sur-Cure aux côtés d'André Leroi-Gourhan. Elle est considérée comme une experte européenne en sciences archéologiques et fournit des conseils sur l’étude microscopique de l’usure. Elle mène des recherches sur les artefacts magdaléniens dans les collections du British Museum.
En 1972, elle s’installe en Australie avec son partenaire Peter Ucko et devient professeure au département d’archéologie et d’anthropologie de l’Université nationale australienne (ANU). Au cours de son séjour à l’ANU, Mme Rosenfeld a entrepris plusieurs projets cruciaux pour le développement de l’archéologie australienne, où elle a appliqué sa formation scientifique et ses expériences de recherche antérieures. Ses fouilles sur le site humain préhistorique dans la péninsule du Cap York, au Queensland, ont fourni les premières preuves que l’art rupestre en Australie date du Pléistocène et ont permis le développement méthodologique du lien entre les "jalons dans l’établissement de la recherche d’art rupestre en Australie". Son livre de 1985, commandé par la Commission du patrimoine australien, a été l’étude fondatrice de la conservation de l’art rupestre en Australie. La recherche d'Andrée Rosenfeld s’est alors concentrée sur les interprétations méthodologiques et théoriques de l’art rupestre, tandis que les recherches menées par elle à la fin des années 1990 ont porté sur le contexte social de l’art rupestre.
Sa carrière d’enseignante à l’ANU a consisté à établir des cours en archéologie de l’art et de la culture matérielle, et elle est connue pour avoir incorporé l’ethnographie dans l’étude des arts. Elle a reçu des bourses d’études à l’Institut de recherche Getty de Los Angeles en 1988 et à l’Université d’Oxford en 1989. Elle a quitté son poste de lectrice à l’ANU en 1997 pour s'installer à Rathdowney (en), dans le Queensland, où elle a bénéficié d’une retraite active jusqu'à son décès d’un cancer du pancréas en 2008 en Australie.

### Postérité
Sa principale contribution en archéologie a été dans le domaine de la recherche sur l’art rupestre et l’application des techniques scientifiques à l’étude de l’art. Elle a été décrite comme une "érudite rigoureuse et généreuse, une personne charmante et douce" et "une enseignante enthousiaste et accomplie". Elle a enseigné à un certain nombre d’étudiants qui sont devenus des archéologues et anthropologues de premier plan, comme Jo McDonald (en), Paul Taçon (en), Howard Morphy (en), Robert Hugh Layton (en) et Claire Smith (en). Grâce à sa supervision d’étudiants de troisième cycle, la recherche sur l’art rupestre a connu un essor en Australie à la fin des années 1980 et 1990.

## Reconnaissance et distinctions
La chaire Andrée Rosenfeld d’art rupestre a été créée à l’ANU en reconnaissance de ses services à l’université. Un portrait d’elle par Robin Wallace-Crabbe (en) et Diane Fogwell figure dans la collection de la National Portrait Gallery. Elle a été élue membre de l’Australian Academy of the Humanities (en).